# Masaru Ibuka
Masaru Ibuka (japonès: 井深 大)  (Nikkō, 11 d'abril de 1908 - Tòquio, 19 de desembre de 1997) va ser un industrial d'electrònica japonès i cofundador de Sony, juntament amb Akio Morita .

## Biografia
Masaru Ibuka va néixer l'11 d'abril de 1908, com a primer fill de Tasuku Ibuka, un tecnòleg arquitectònic i estudiant d'Inazo Nitobe. La seva família ancestral era la principal responsable del domini d'Aizu, i entre els seus parents hi ha Yae Ibuka i Ibuka Kajinosuke. Masaru va perdre el seu pare als dos anys i va ser substituït pel seu avi. Més tard es va traslladar a Kobe després que la seva mare es tornés a casar. Va aprovar l'examen d'accés a la primera escola de nois de Kobe de la prefectura de Hyogo (ara, l'institut de la prefectura de Hyogo de Kobe) i estava molt content d'aquest èxit.
Després de graduar-se a la Universitat de Waseda on el coneixien com l'inventor geni. el 1933, després de graduar-se va anar a treballar a un laboratori fotoquímic, una empresa que processava pel·lícules cinematogràfiques, i més tard va servir a la Marina Imperial Japonesa durant la Segona Guerra Mundial, on va ser membre del Comitè de Recerca en Temps de Guerra de la Marina Imperial. El setembre de 1945, va deixar l'empresa i la marina i va fundar un taller de reparació de ràdios als bombardejats grans magatzems Shirokiya a Nihonbashi, Tòquio.
El 1946, un company investigador en temps de guerra, Akio Morita, va veure un article de diari sobre la nova empresa d'Ibuka i, després d'una certa correspondència, va decidir unir-se a ell a Tòquio. Amb el finançament del pare de Morita, van cofundar Tokyo Telecommunications Engineering Corporation, que va passar a ser coneguda com a Sony Corporation el 1958. Ibuka va ser fonamental per aconseguir la llicència de tecnologia de transistors de Bell Labs a Sony a la dècada de 1950, convertint així Sony en una de les primeres empreses a aplicar la tecnologia de transistors a usos no militars. També va dirigir l'equip de recerca i desenvolupament que va desenvolupar el televisor en color Trinitron de Sony el 1967. Ibuka va ser president de Sony del 1950 al 1971, i després va ser president de Sony des del 1971 fins que es va jubilar el 1976. Ibuka va ser guardonat amb la Medalla d'Honor amb Cinta Blava el 1960 i va ser condecorat amb el Gran Cordó de l'Orde del Tresor Sagrat el 1978 i amb el Gran Cordó de l'Orde del Sol Naixent el 1986. Aquell mateix any va ser condecorat com a Comandant de Primera Classe de l'Orde Reial de l'Estrella Polar de Suècia, nomenat Persona al Mèrit Cultural el 1989 i condecorat amb l'Orde de la Cultura el 1992.
Ibuka va rebre doctorats honoris causa de la Universitat Sophia de Tòquio el 1976, de la Universitat Waseda de Tòquio el 1979 i de la Universitat Brown (EUA) el 1994. L'IEEE li va atorgar la Medalla dels Fundadors de l'IEEE el 1972 i va donar el seu nom al Premi d'Electrònica de Consum IEEE Masaru Ibuka el 1987.
Va exercir com a president de la Junta Nacional de Govern dels Boy Scouts de Nippon. El 1991, l'Organització Mundial del Moviment Escolta li va atorgar el Llop de Bronze. El 1989 també va rebre la màxima distinció de l'Associació Escolta del Japó, el Premi Faisà Daurat.
Altres premis: 1964, Premi per Serveis Distingits de l'Institut d'Enginyers de Comunicacions Elèctriques del Japó; 1981, Premi d'Humanisme i Tecnologia de l'Institut Aspen d'Estudis Humanístics; 1986, Anell d'Honor Eduard Rhein, Fundació Alemanya Eduard Rhein; 1989, Persona Designada al Mèrit Cultural pel Ministeri d'Educació; 1991, Premi Presidencial i Medalla de la Universitat d'Illinois.
Ibuka també va ser l'autor del llibre Kindergarten is Too Late (1971). El pròleg del llibre va ser escrit per Glenn Doman, fundador de The Institutes for the Achievement of Human Potential, una organització que ensenya als pares sobre el desenvolupament del cervell infantil.
Ibuka va morir d'insuficiència cardíaca el 19 de desembre de 1997, als 89 anys. Li van sobreviure un fill i dues filles.